# Escolta activa
L'Escolta activa és aquella que no només sent i percep les vibracions dels sons que emet l'emissor, sinó que li fa saber que és escoltat i que per tant l'entén. Significa realitzar una escolta en què la persona que emet el missatge, interpreta, ens interessem pel que intenta comunicar-nos. Això suposa tenir una mirada que transmet algun feed-back sobre el missatge de l'altre, centrar-se pacientment, realitzar un cert buidatge de les coses pròpies i dels prejudicis i allotjar sense condicions. És la capacitat de comprendre el que es pretén comunicar, especialment rellevant en l'àmbit de la conflictologia.

## Afavorir l'escolta activa

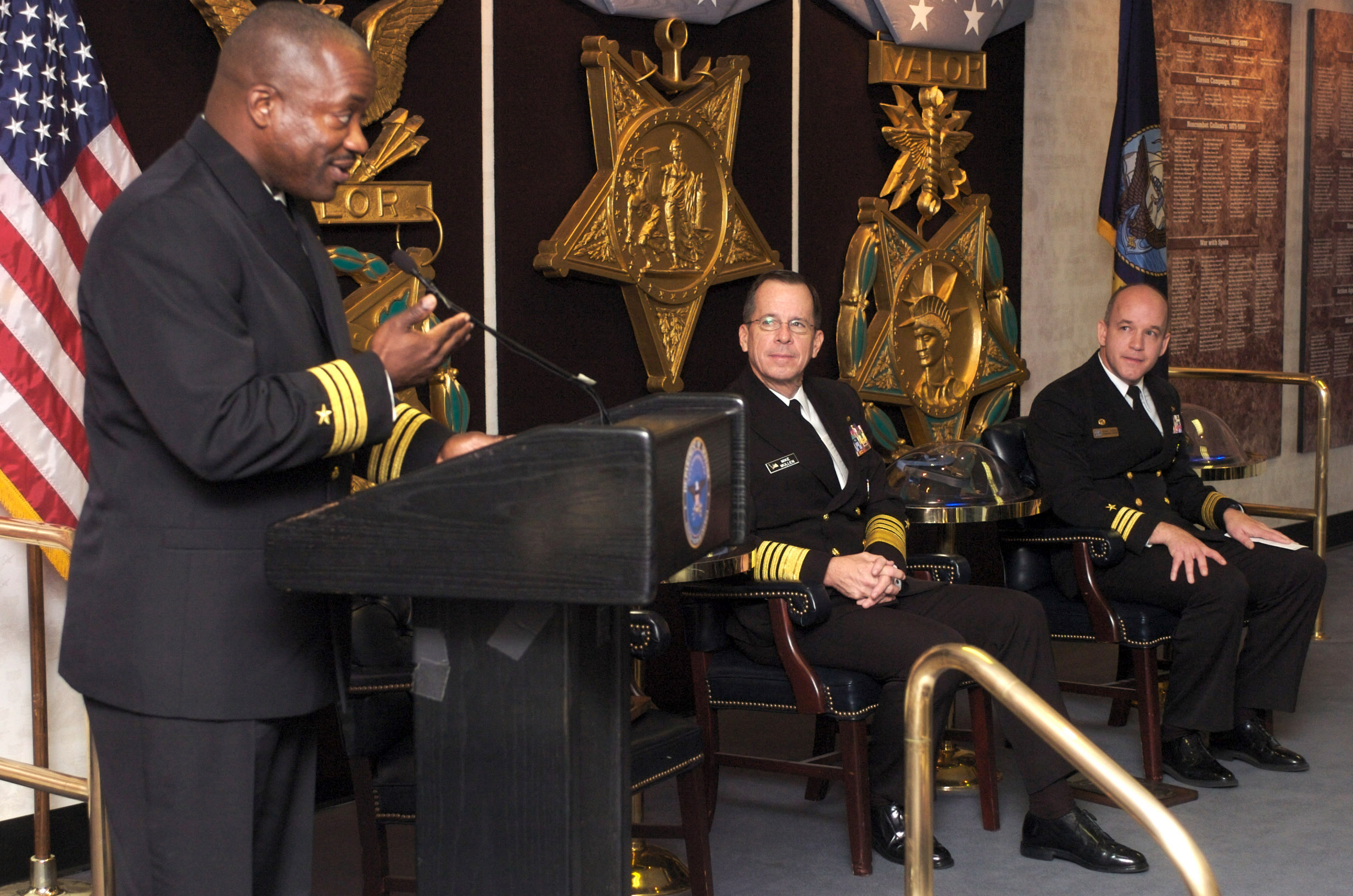
L'establiment del contacte visual i el reforç del missatge potencien l'escolta activa fins i tot en els discursos

Per a realitzar una bona escolta activa és necessari:
- Eliminar possibles distraccions.
- Establir contacte visual.
- Ús d'un to i volum adequat.
- Reforçar el missatge de l'emisor.
- No interrompre.
- Concentrar-nos en el que diuen per a poder resumir-ho
- Centrar les intervencions sobre el missatge emès.
- Controlar els silencis.
- No jutjar, ni pre-jutjar.
- Identificar els sentiments de l'emisor.
- Ser pacient.
- Controlar les pròpies emissions.
- Prendre notes.

## Aplicacions de l'escolta activa
L'escolta activa permet establir un sentiment de confiança entre les dues persones que s'estan comunicant. L'emisor se sentirà probablement més valorat, i el receptor generarà més respecte i el fet d'escoltar aportarà efectes tranquil·litzants i eliminarà tensions. D'aquesta manera s'afavorirà una relació positiva que permetrà fer un abordatge més profund dels problemes.

## Obstacles relacionats amb l'escolta activa

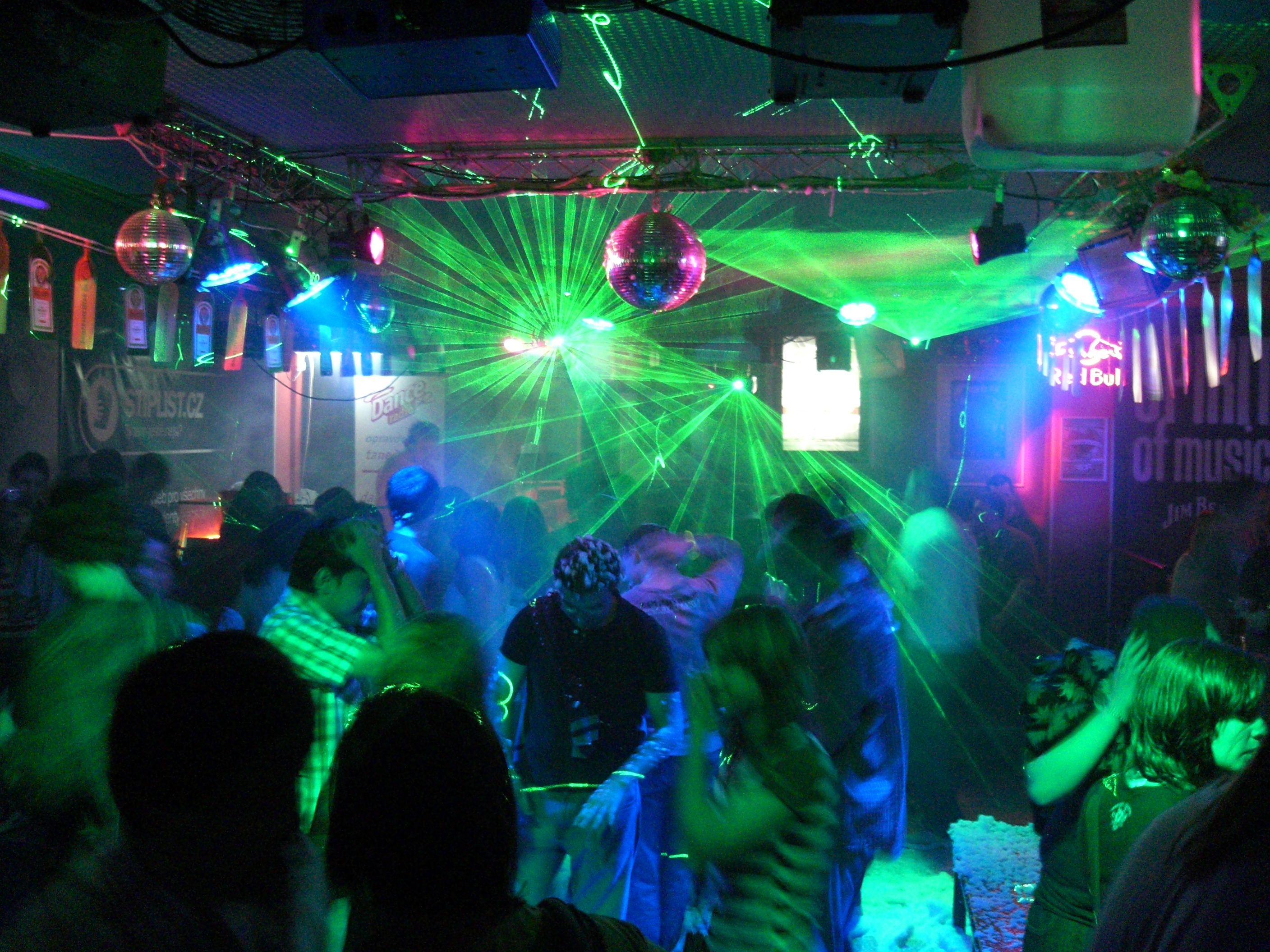
El soroll d'una discoteca no afavoreix l'escolta activa

Els podem distingir entre generals i específics:
- Generals
  - Propis de l'entorn: soroll, distraccions, etc.
  - Propis de l'estat físic: cansament, estat de salut
  - Propis de l'àrea emocional: ansietat, agressivitat, temor, etc.
  - Propis de l'àrea cognitiva o mental: prejudicis morals, culturals, primeres impressions.

- Específics
  - L'ansietat
  - La superficialitat o dificultat a l'hora d'atendre els sentiments dels altres.
  - La tendència a jutjar, imposar.
  - La impaciència i la impulsivitat
  - La passivitat experimentada per aquells que tendeixen a donar sempre la raó.
  - La tendència a predicar.

## Relació amb l'assertivitat
L'escolta es relaciona amb l'assertivitat en el fet que la conducta assertiva permet expressar sentiments i desitjos positius i negatius de forma eficaç, sense negar o menysprear els drets dels altres i sense crear o sentir vergonya. Cal discriminar les ocasions que l'expressió personal és important i adequada. Defensar-se, sense agressió o passivitat, de la conducta poc cooperadora.

## Relació amb l'empatia
El fet de sentir empatia vers l'emissor del missatge ens permetrà entendre els sentiments de l'altre i, per tant, realitzar una millor escolta activa.